# XI Congresso panrusso dei Soviet
L'XI Congresso panrusso dei Soviet si tenne a Mosca tra il 19 e il 29 gennaio 1924. Vi parteciparono 1637 delegati, 1143 con diritto di voto. Tra i delegati, 834 (50,95%) erano operai e 423 (25,84%) contadini.

## Svolgimento[1]
Tra gli obiettivi vi erano il rapporto del Commissariato del Popolo per l'Agricoltura, letto da Sviderskij, un rapporto sui problemi della tutela sul posto di lavoro e sui salari, letto da Schmidt, un rapporto del Commissariato del Popolo per la Finanza sul bilancio statale della Repubblica Socialista Federativa Sovietica Russa, letto da Vladimirov, un rapporto sulla Costituzione dell'Unione, letto da Kurskij, un rapporto sul contrasto dell'analfabetismo, letto da Anatolij Vasil'evič Lunačarskij, ed un rapporto sulle elezioni del Comitato Esecutivo Centrale panrusso, letto da Avel Enukidze.
Il 20 gennaio, il Commissariato del Popolo per l'Agricoltura presentò un'analisi della politica agricola del governo sovietico. Il Congresso propose alcune misure designate per coinvolgere le masse contadine nella ricostruzione dell'agricoltura sulla base dell'iniziativa individuale e della cooperazione: l'organizzazione di una banca agricola, la creazione di macchine agricole e strumenti in termini favorevoli, lo sviluppo di credito agricolo a lungo termine, garanzie di ampi privilegi fiscali ai contadini poveri, e la popolarizzazione delle conoscenze in campo agricolo.
Ascoltato il rapporto del Commissariato del Popolo per il Lavoro, il 21 gennaio il Congresso riaffermò l'inviolabilità della giornata lavorativa di otto ore e la tutela del lavoro femminile e minorile. Il Congresso adottò una risoluzione dichiarando che i salari dovevano essere aumentati in accordo con lo sviluppo industriale e della produttività, e decise di prendere delle misure immediate per ridurre la disoccupazione.
Il 22 gennaio, Kalinin annunciò la morte di Lenin. Il Congresso proclamò una giornata di lutto, e lanciò un appello "A tutto il popolo lavoratore", richiamando tutti all'unità e alla solidarietà. Le sessioni furono sospese per una settimana.
Il 29 gennaio, il Congresso approvò la 
Costituzione dell'URSS ed assegnò al Comitato Esecutivo Centrale panrusso il compito di modificare anche la Costituzione della Repubblica Socialista Federativa Sovietica Russa del 1918.
In seguito alla presentazione del rapporto del Commissariato del Popolo per l'Educazione, il 29 gennaio il Congresso stabilì l'obiettivo di eliminare l'analfabetismo tra la popolazione adulta della Repubblica Socialista Federativa Sovietica Russa entro il decimo anniversario della rivoluzione d'ottobre. 
Infine, il Congresso elesse il Comitato Esecutivo Centrale panrusso, composto da 303 membri permanenti e 163 candidati.